# Beaucroissant
Beaucroissant település Franciaországban, Isère megyében. Lakosainak száma 1843 fő (2022. január 1.). Beaucroissant Tullins, Saint-Paul-d’Izeaux, Colombe, Izeaux, Renage és Rives községekkel határos.

## Népesség
A település népességének változása:
| Lakosok száma | 725  | 1052 | 1195 | 1372 | 1546 | 1621 | 1682 | 1740 | 1871 | 1843 |
|               | 1968 | 1982 | 1990 | 2006 | 2013 | 2015 | 2017 | 2019 | 2020 | 2022 |